# Nolana rupicola
Nolana rupicola là loài thực vật có hoa trong họ Cà. Loài này được Gaudich. mô tả khoa học đầu tiên năm 1841.